# Roman à tiroirs
Un roman à tiroirs, une pièce à tiroirs ou une comédie à tiroirs sont des textes dans lesquels le récit de l'histoire principale est interrompue par des histoires secondaires qui ne sont pas nécessaires à la narration de l'histoire principale. Les parties secondaires sont parfois appelées récits enchâssés, l'histoire principale étant alors le récit-cadre. Dans certains romans, les parties secondaires peuvent elles-mêmes être interrompues par des récits enchâssés.
L'expression semble avoir été employée depuis le milieu du XVIIIe siècle dans le contexte du théâtre.
Pour Jean-Pierre Dubost, le roman à tiroirs est le résultat de la confrontation-fusion entre les traditions narratives orientales musulmanes et occidentales chrétiennes au cours du Moyen Âge, l'introduction de cadres métanarratifs étant un apport des conteurs orientaux. 

## Exemples
- Don Quichotte de Cervantès.
- L'Astrée d'Honoré d'Urfé, publié de 1607 à 1627.
- Manuscrit trouvé à Saragosse de Jan Potocki, initialement publié en 1794.
- Jacques le fataliste et son maître de Diderot
- La Fractale des raviolis[3], premier roman français de Pierre Raufast paru en 2014 aux éditions Alma.